# Nachhaltigkeitsindikatoren
Dieser Artikel wurde aufgrund inhaltlicher und/oder formaler Mängel auf der Qualitätssicherungsseite des Portals Wirtschaft eingetragen. 
Du kannst helfen, indem du die dort genannten Mängel beseitigst oder dich an der Diskussion beteiligst.
Nachhaltigkeitsindikatoren sind Indikatoren, die im Rahmen des Nachhaltigkeitsmanagements ermittelt werden.
Indikatoren sind Kennzahlen, also messbare und quantifizierbare Größen. Man verwendet sie in den Sozialwissenschaften als Stichprobe aus einer Menge von empirisch prüfbaren Sachverhalten eines Forschungsgegenstandes.
Sozialwissenschaften analysieren
- Struktur und Funktionen sozialer Verflechtungszusammenhänge von Institutionen und Systemen und auch
- deren Wechselwirkung mit Handlungs- und Verhaltensprozessen der einzelnen Individuen (Akteure);

kurz gesagt: sie machen Teilsysteme zu ihrem Forschungsgegenstand
und analysieren sie. Ein Werkzeug sind dabei Indikatoren (siehe zum Beispiel Indikatoren in der Ökonomie).
Kennzahlen / Indikatoren sind ein vereinfachtes Abbild der Wirklichkeit. Auf ihrer Basis kann man deskriptive und normative Aussagen – hier vor allem zum Thema Nachhaltigkeit – machen, zum Beispiel zu
- Zustand
- Entwicklung
- Wechselwirkungen zwischen ökologischen, ökonomischen und sozialen Faktoren.

## Hintergrund
Der Begriff der Nachhaltigkeitsindikatoren wurde durch die United Nations Commission for Sustainable Standards (UNCSD) im Rahmen der Umweltkonferenz 1992 in Rio de Janeiro durch die Agenda 21 ins Leben gerufen: im Kapitel 40 der Agenda wird eine Entwicklung und Anwendung von Messgrößen gefordert, mit denen Prozesse auf ihre Nachhaltigkeit geprüft werden können. Durch die Überführung von wirtschaftlichen, ökologischen, sozialen und institutionellen Dimensionen in ein ganzheitliches System (wie es schon der Brundtland-Bericht 1987 gefordert hatte) soll gewährleistet werden, dass die verschiedenen Ausprägungen der Nachhaltigkeit berücksichtigt werden.
1995 wurde durch das Committee on Substainable Development (CSD) ein Arbeitsprogramm beschlossen, das mit dem Ziel einherging, bis zur neunten CSD-Tagung im Jahr 2001 ein Nachhaltigkeitssystem zu entwickeln. Kernelement dieses Programmes war eine Indikatorenliste mit 134 Einzelindikatoren, die ab 1997 in 22 Pilotländern weiterentwickelt und getestet werden sollten. Dabei fand eine Unterteilung der Indikatoren in
- Antriebs- (driving forces),
- Zustands- (state) und
- Maßnahmenindikatoren (response)

statt. Bereits im April 2000 legte das Bundesministerium für Umwelt, Naturschutz und Reaktorsicherheit den „Bericht zur internationalen Testphase des CSD-Indikatorensystems“ vor. Da einige der ursprünglichen Indikatoren für Deutschland nicht relevant und nicht anwendbar waren, wurde der Umfang auf 218 Einzelindikatoren erhöht. Diese sind in die Kategorien ökonomisch, ökologisch, sozial und institutionell unterteilt. 2007 erfolgte eine Reduktion des Indikatorenumfangs auf 96 (davon 50 Schlüsselindikatoren), um eine bessere Anwendbarkeit zu bewirken.

## Anwendungsbereich
Das Anwendungsgebiet von Nachhaltigkeitsindikatoren ist groß, ebenso gibt es viele verschiedene Ansätze, die die Indikatoren nach verschiedenen Aspekten unterteilen.
Ein System von Nachhaltigkeitsindikatoren stellt in der Regel ein flexibles System dar, das individuell an die Bedürfnisse des jeweiligen Anwenders angepasst werden kann. Somit erfolgt auch eine Einteilung und Kategorisierung der gewählten Indikatoren je nach Bedarf; es gibt aber Vorschläge, an denen man sich orientieren kann und sollte.
Nachhaltigkeitsindikatoren finden Anwendung auf internationaler, Staats-, Landes-, Kreis, regionaler, kommunaler Ebene, und werden auch zur Beobachtung der Entwicklung in Unternehmen, Institutionen, Organisationen verwendet sowie zur Bewertung von Projekten verwendet.
Unabhängig von der nationalen Ebene, wird in vielen Kommunen im Rahmen der Agenda 21 ein eigenes Indikatorensystem erstellt. So kann jede Kommune ihr System auf die eigene Struktur und Ziele zuschneiden, anders als bei einem vorgegebenen Indikatorensystem.

## Arten
Verbreitete Indikatorensysteme sind
- das Umweltindikatorensystem der OECD „Pressure-State-Response“-Modell von 1994,
- das „Driving Force-State-Response“-Modell (DPSIR) der Kommission für nachhaltige Entwicklung (CSD) sowie
- das im ECOLOG-Institut entwickelte AEZR-Modell.

Letztere beide orientieren sich am Erstgenannten.
Ziel des Modells der OECD war es, nicht nur einen Zustand abzubilden, sondern den Druck auf die Umwelt, den Zustand, sowie die Maßnahmen beurteilen zu können.
Die CSD unterscheidet in ihrem Indikatorensystem ökonomische, ökologische, soziale und institutionelle Aspekte.
Das AEZR-Modell geht von vier Wirkungsebenen aus:
- der Aktivitäten und Strukturen,
- Einwirkungen (auf Umwelt, Gesellschaft etc.),
- Zustand (Umwelt, Gesellschaft, Wirtschaft),
- Wirksamkeit der Reaktionen, bzw. Maßnahmen.

Weiterhin können Indikatoren eingeteilt werden nach ihrer Struktur, dem thematischen Bereich, der angestrebten Aggregation, dem Bezug auf Zielsetzungen, dem Vernetzungsgrad mit anderen Bereichen, die analytische Reichweite, die Ursache-Wirkungsbeziehungen denen der Indikator zugeordnet werden kann, dem zeitlichen oder räumlichen Geltungsbereich, der Messbarkeit sowie der Art der Bewertbarkeit (z. B. Zielerreichungsgrad).

## Anwendung

### International
Auf internationaler Ebene gibt es Nachhaltigkeitsindikatoren für Internationale Institutionen, darunter internationale Abkommen und internationale Organisationen.
Indikatoren für internationale Abkommen, wie beispielsweise das Übereinkommen über die biologische Vielfalt, sind beispielsweise die Ratifikation und Implementation, sowie die Erfüllung von diversen Pflichten.

### Deutschland
siehe Hauptartikel: Nachhaltige Entwicklung in Deutschland

## Funktion und Nutzen
Die Aufgabe von Indikatoren ist es, komplexe Zusammenhänge durch repräsentative Messgrößen möglichst angemessen abzubilden. Nachhaltigkeitsindikatoren konkretisieren Problematiken des Themas und ermöglichen durch zeitliche (Jahresreihen) oder räumliche (Städte, Länder usw.) Vergleiche eine Visualisierung der Entwicklung.
In einer Kommune können sie Mittel zur Information und Kommunikation über die nachhaltige Entwicklung sein. Kommunale Entscheidungen, welche sich auf die verschiedenen Handlungsfelder beziehen können unterstützt werden und die kommunale nachhaltige Entwicklung wird evaluierbar und kontrollierbar.

### Funktionen
Sensibilisierung, Kommunikation, Förderung des Verständnisses der Nachhaltigen Entwicklung
Das Leitbild der nachhaltigen Entwicklung im Hinblick auf die ökologischen, sozialen und ökonomischen Ziele konkretisieren, die Entwicklung der Umwelt und deren Bezüge und Wechselwirkungen zu Wirtschaft und sozialem Gefüge in regelmäßigen Abständen darstellen, bewerten und damit die Umwelt- und Nachhaltigkeitsberichterstattung unterstützen, das Ziel der nachhaltigen Entwicklung für eine breite Öffentlichkeit verständlich, kommunizierbar und handlungsleitend machen, dabei den Handlungsbedarf darstellen und den Entscheidungsträgern handhabbare Informationen geben, die erreichten Ziele der Agenda 21 langfristig messen und überprüfen, durch die Integration von Daten aus verschiedenen Verwaltungs- und Gesellschaftsbereichen eine Kommunikationsbrücke im Bereich der Diskussion über nachhaltige Entwicklung bilden und über gemeinsame Kernindikatoren die Vergleichbarkeit mit anderen Kommunen ermöglichen (Benchmarking).

#### Kommunikation
Nachhaltigkeitsindikatoren verbessern die Kommunikation über komplexe Zusammenhänge und Trendentwicklungen in Schlüsselbereichen der Nachhaltigkeit. Sie kommunizieren Defizite, Bedingungen oder Ressourcenentwicklungen. Zudem eröffnen sie die Möglichkeit, in den Medien über Erfolge und Rückschläge einer nachhaltigen Entwicklung zu berichten. Ein Indikatorensystem der Nachhaltigkeit verbessert die Information der Öffentlichkeit über die Fortschritte einer nachhaltigen Entwicklung.

#### Umwelt- und Nachhaltigkeitsbildung
Indikatoren können in Bildungsprojekte integriert werden. Dabei werden aktuelle internationale und nationale Themen im Sinne eines ganzheitlichen Ansatzes aufgegriffen und hierzu projektbezogen Informationspakete zusammengestellt, Handreichungen zur nachhaltigen Bildung und Ausstellungen konzipiert sowie Fort- und Weiterbildungen organisiert. Ziel dieser Maßnahmen ist es, Erfolge als Anlass zu nehmen die Handlungsbereitschaft im Alltag im Sinne der Nachhaltigkeit zu fördern.

#### Beurteilung nachhaltiger Entwicklungen
Nachhaltigkeitsindikatoren beschreiben und konkretisieren den Zustand eines Systems in Bezug auf Nachhaltigkeit. Sie ermöglichen auch einen Vergleich unterschiedlicher Zeiträume und geographischer Räume.
Nachhaltigkeitsindikatoren sind ein wichtiges Instrument jedes Überwachungssystems einer nachhaltigen Entwicklung. Sie erlauben dabei eine Bewertung der Wirksamkeit einer Nachhaltigkeitspolitik und erlauben speziell eine Überwachung von Bedingungen, Veränderungen, Leistung, Maßnahmen, Aktivitäten oder Verhaltensmustern. Nachhaltigkeitsindikatoren können über ein derartiges Monitoring Entwicklungstrends in bestimmten Problemfeldern aufzeigen.

#### Beurteilung, Meinungsbild und Entscheidung über Handlungen und Vorhaben
Die Entwicklung von Nachhaltigkeitsindikatoren kann dazu beitragen, prioritäre Handlungsfelder Nachhaltiger Entwicklung zu identifizieren und zu beschreiben.

#### Managementinstrument
Als Bestandteil eines kommunalen Nachhaltigkeitsmanagementsystems sind Nachhaltigkeitsindikatoren ein wichtiges Management-Instrument zur Beurteilung der Wirksamkeit politischer Entscheidungen oder bestimmter Maßnahmen im Hinblick auf eine Entwicklung zur Nachhaltigkeit.

### Nutzen
Gemäß der unterschiedlichen Funktionen haben Nachhaltigkeitsindikatoren einen vielfältigen Nutzen im Prozess einer Nachhaltigen Entwicklung:
- sie können aufzeigen, wie sich ein Projekt oder eine Region in Richtung der Nachhaltigkeit entwickelt
- sie nutzen der Darstellung bereits erreichter Verbesserungen im Sinne der Nachhaltigkeit
- sie sind ein legitimes Marketinginstrument – Kommunen oder Institutionen können sich im Wettbewerb erfolgreich positionieren um Erfolge darzustellen
- sind Bestandteil des Öko-Audits – mit Hilfe von Indikatoren wird somit der Zielerreichungsgrad von Umweltprogrammen verfolgt und die Steuerung im Öko-Audit-System unterstützt

## Kritik
Es wird kritisiert, dass die meisten Indikatoren auf einer Momentaufnahme basieren. Beispielsweise wird das Bruttoinlandsprodukt eines Landes zu einem bestimmten Zeitpunkt gewählt. Dabei lässt sich keine dynamische, sondern nur eine statische Betrachtung durchführen.
Häufig werden Indikatoren nur einzelnen Bereichen zugeordnet. Jedoch haben beispielsweise Umweltindikatoren einen Einfluss auf viele Bereiche, die nicht übergreifend betrachtet werden können. Andersherum wird immer wieder festgestellt, dass es schwierig ist, Indikatoren in einzelne Bereiche einzugliedern. Segmentierung ist laut den Autoren eher hinderlich an einem umfassenden Ergebnis.
Bei vielen Indikatorsystemen stehen ökologische Aspekte im Vordergrund. Dabei geht es bei Nachhaltigkeitsindikatoren nach Brundtland-Kommission um weit mehr als nur ökologische Aspekte. Aktuelle Indikatorsysteme bilden meist Einzelzustände ab. Effektiver wäre ein System, das Ursache-Wirkungssysteme abbilden könnte, die systemübergreifende Perspektiven aufzeichnen kann. 